# Nation (metropolitana di Parigi)
Nation è una stazione delle linee 1, 2, 6 e 9 della metropolitana di Parigi.

## La stazione
Prende il nome da place de la Nation, l'ex Place du Trône, dove furono installate le ghigliottine durante la Rivoluzione francese.

## Galleria d'immagini

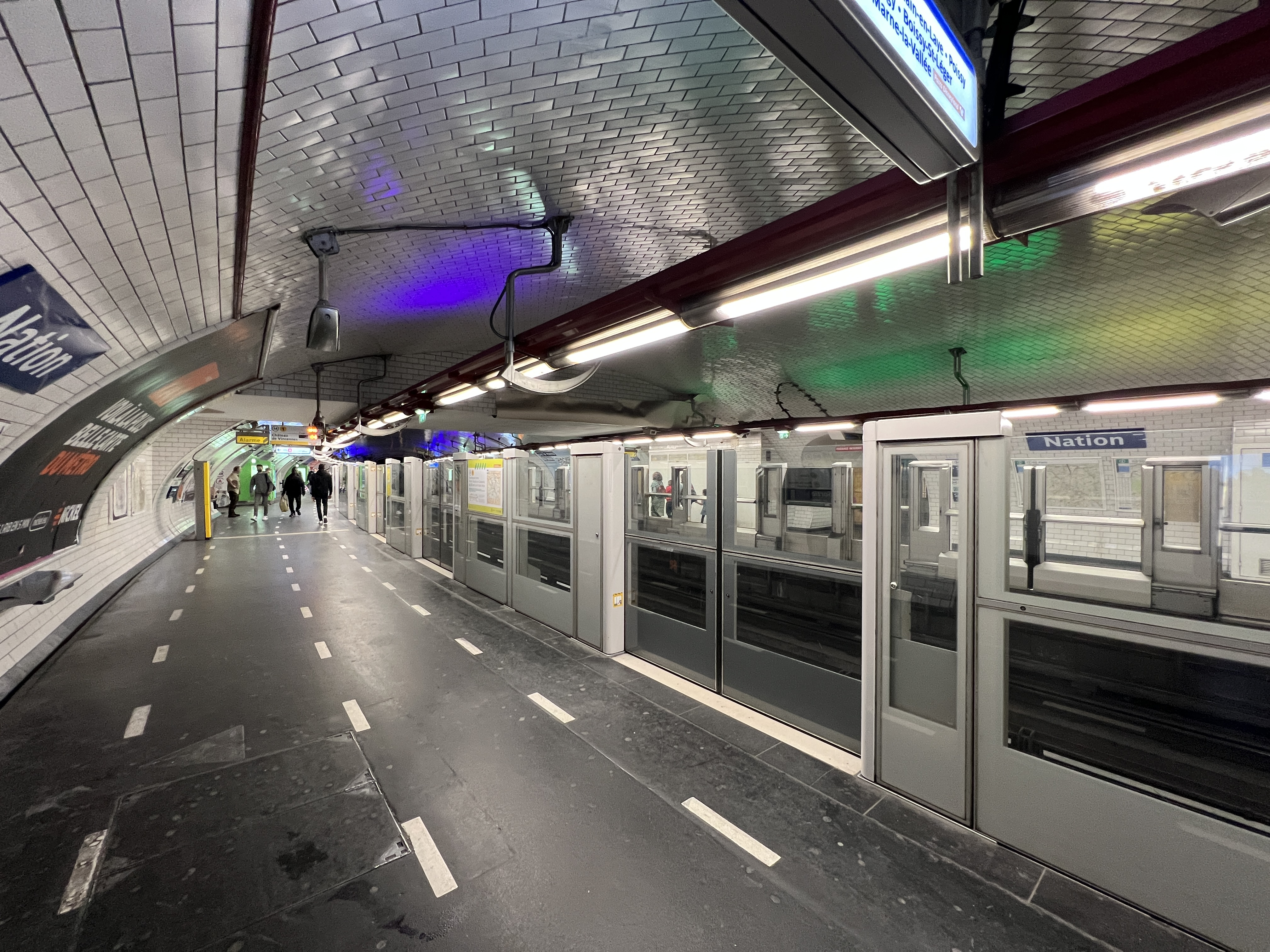
Il piano banchine della linea 1
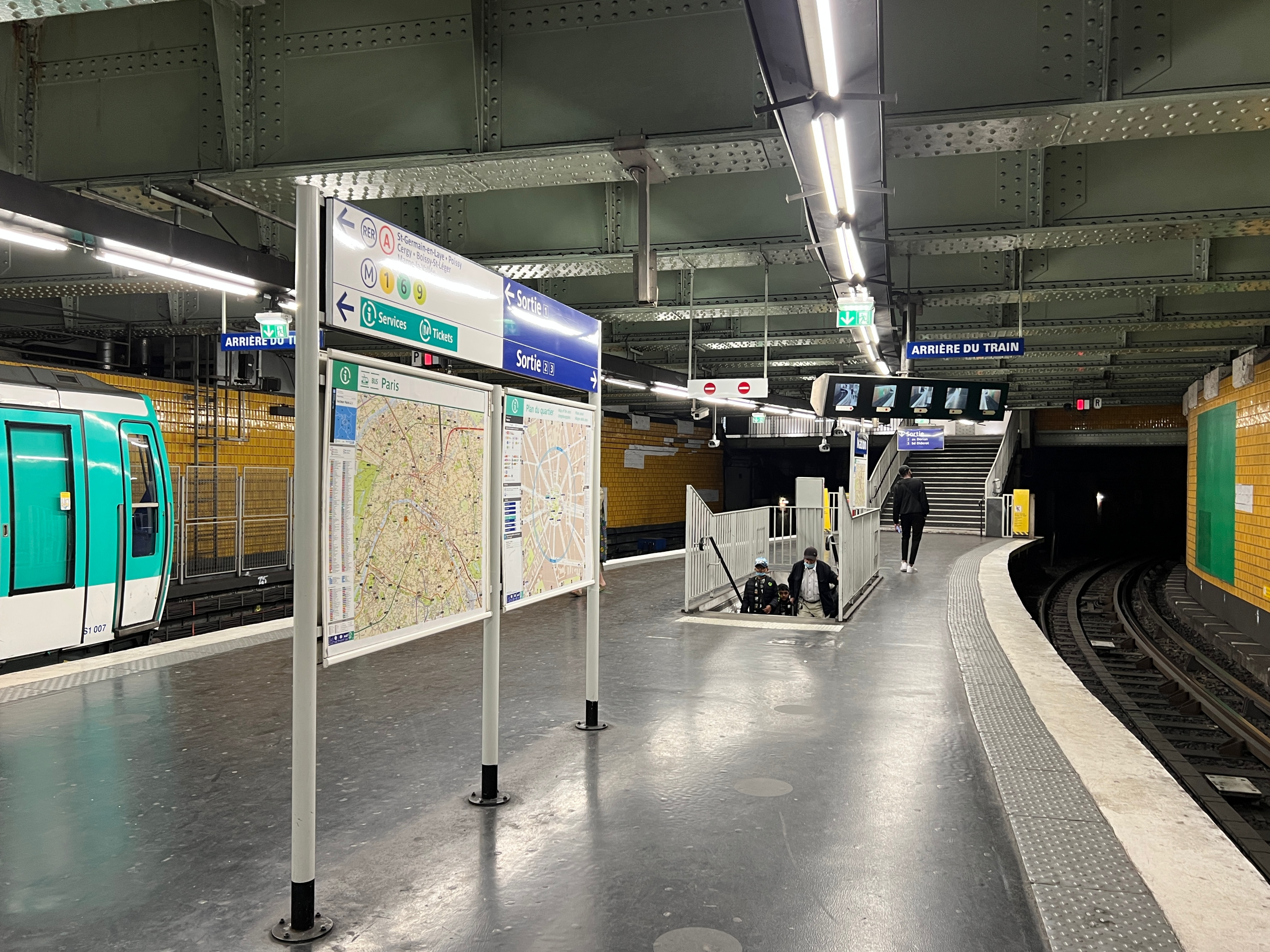
Il piano banchina della linea 2
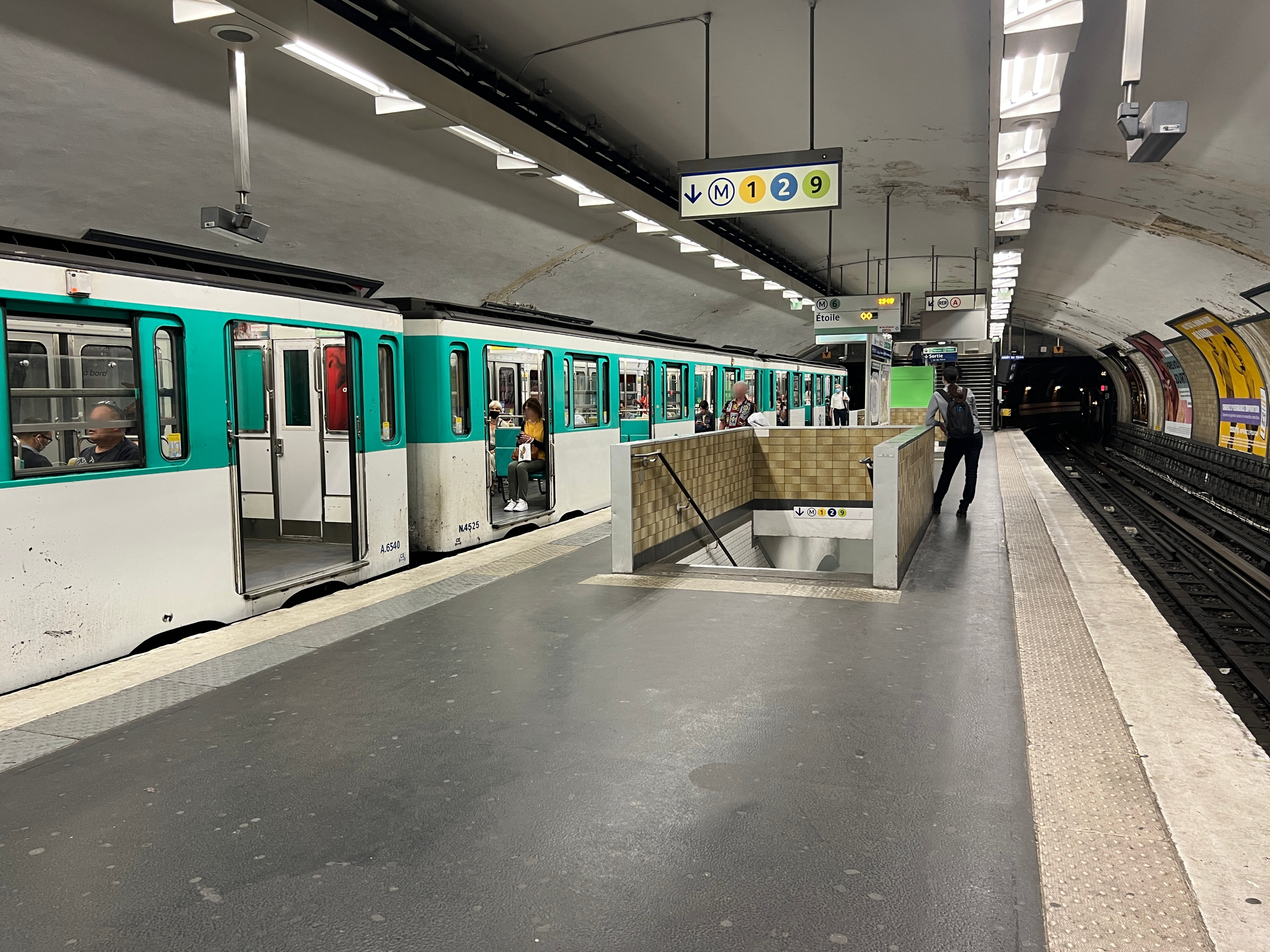
Il piano banchina della linea 6
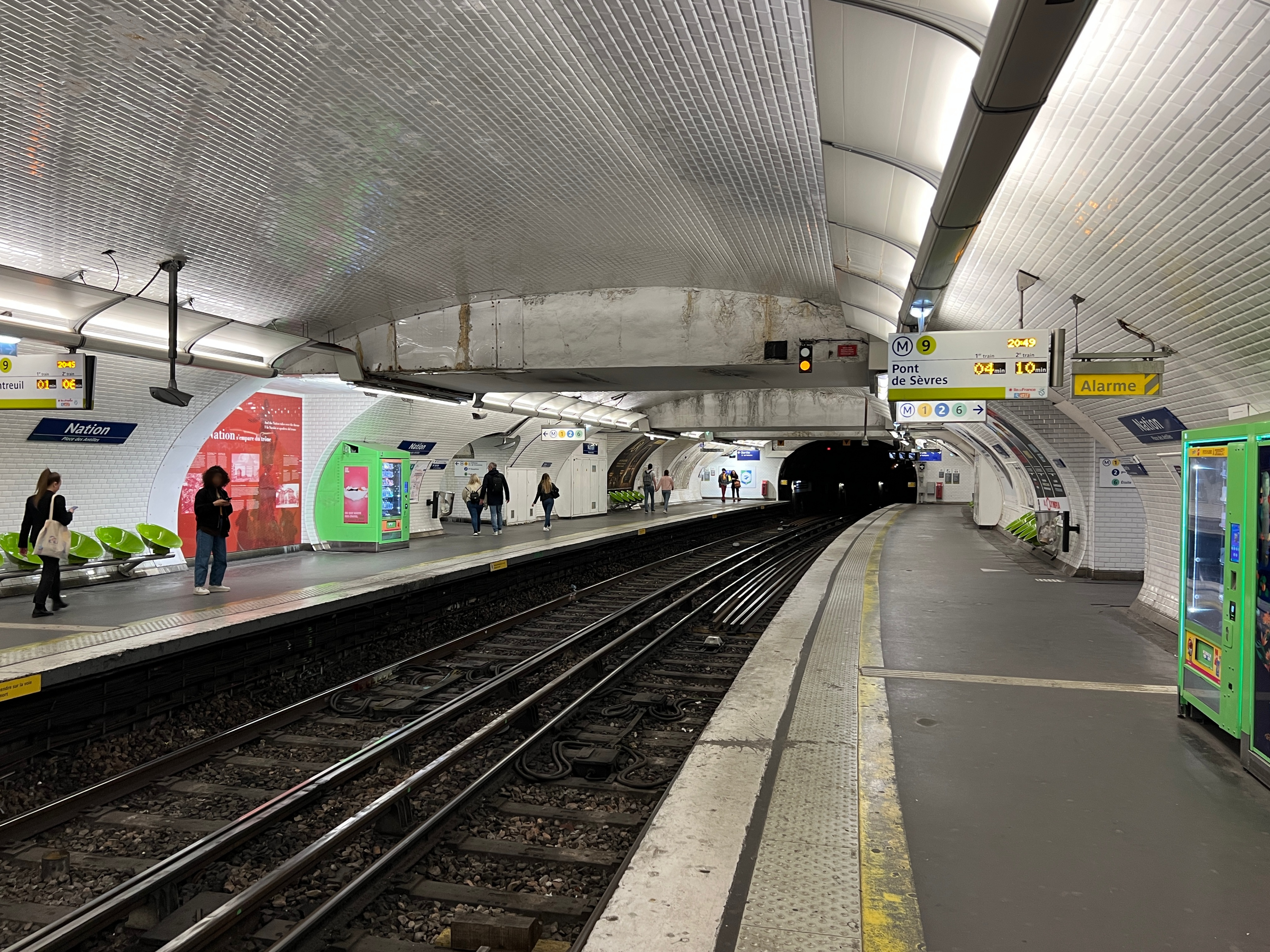
Il piano banchine della linea 9